# Рио-Муни (регион)
Рио-Муни (исп. Río Muni; другое название — Мбини, Mbini) — континентальная часть Экваториальной Гвинеи, включает в себя географический регион, охватывающий 26 017 км². Население составляет 749 529 человек (на 2001 год), в основном из местных поселений.

## Географическое положение
На севере граничит с Камеруном, на западе омывается Гвинейским заливом, на юге и востоке граничит с Габоном.

## История
Открыта португальцами в XV веке. Названо по реке Муни (Río Muni, Río в переводе с исп. — «река» и Muni в переводе с исп. — «тихий, спокойный»); сейчас считается заливом. 
Изначально Рио-Муни была колонией Португалии, но затем отошла к Испании в 1778 году по договору Эль-Пардо. Испанцы надеялись получать с этой территории рабов, для продажи и прочих нужд, но почти все жители умерли от жёлтой лихорадки, и территория оказалась пустынна.
На местных плантациях какао и других культур некому было работать, поэтому на эту территорию стали насильно переселять жителей других мест. Эти действия вызвали недовольство властями, и, когда в 1918 году колониальная администрация получила сообщения о якобы готовящемся в Рио-Муни восстании, она немедленно снарядила карательную экспедицию.
Рио-Муни стал провинцией испанской Гвинеи лишь в 1959 году.

## Крупнейшие города
Самым крупнейшим городом в Рио-Муни является Бата, который является административным центром района. Также регион состоит из других городов и деревень.

## Административное деление
В настоящее время Рио-Муни состоит из четырёх провинций:
- Центро-Сур
- Ке-Нтем
- Литорал
- Веле-Нзас

|  |  |

|  |  |